# Акъярский сельсовет
Акъярский сельсовет (баш. Аҡъяр ауыл советы) — административно-территориальная единица и сельское поселение (тип муниципального образования) в Хайбуллинском районе Башкортостана.
Согласно Закону о границах, статусе и административных центрах муниципальных образований в Республике Башкортостан имеет статус сельского поселения.

## Население
| 2002 | 2010  | 2012  | 2013  | 2014  | 2015  | 2016  | 2017  | 2018  |
| ---- | ----- | ----- | ----- | ----- | ----- | ----- | ----- | ----- |
| 6932 | ↗8338 | ↗8495 | ↗8603 | ↘8588 | ↘8584 | ↗8669 | ↗8751 | ↗8811 |

## Состав сельского поселения
- Акъяр (село, административный центр) — 8760[11] чел.,
- Садовый (село) — 641[4] чел.,
- Степной (село) — 756[4] чел.